# Pornic
Pornic ist eine französische Gemeinde mit 18.382 Einwohnern (Stand 1. Januar 2022) im Département Loire-Atlantique in der Region Pays de la Loire. Sie ist Hauptort des Kantons Pornic.

## Bedeutung
Der Ort ist vor allem als Badeort bekannt. Es gibt sowohl bewachte als auch unbewachte Badestrände entlang der Côte d’amour. Bekanntester Gast Pornics war Lenin, der in einem Brief schrieb, dass er seinen Urlaub sehr genoss. Nach ihm hielt sich der französische Bestseller-Autor Maurice Dekobra zu Erholungszwecken in Pornic auf (in der Villa Ker Colo). Im Juli 1847 hatte sich aber auch schon der deutsche Freiheitsdichter Georg Herwegh zusammen mit seiner Frau für mehrere Monate in diesen „ganz stillen Winkel der Welt“ zurückgezogen.
In Pornic, nahe der Place Joseph Girard, befindet sich ein britischer Militärfriedhof. (Lage) Auf ihm wurden nach dem Krieg die Leichen der Opfer gesammelt, die am 17. Juni 1940 bei der Bombardierung des britischen Truppentransporters Lancastria durch die deutsche Luftwaffe im Hafen von Saint-Nazaire ihr Leben verloren hatten. Die Leichen wurden außer in Pornic auf 15 weiteren Friedhöfen an der Küste beerdigt.
Die Allée couverte de la Boutinardière ist ein Galeriegrab in Pornic.

## Bevölkerungsentwicklung
| Jahr                       | 1962 | 1968 | 1975 | 1982 | 1990 | 1999   | 2006   | 2017   |
| Einwohner                  | 2759 | 2795 | 8154 | 8704 | 9815 | 11.891 | 13.681 | 15.018 |
| Quellen: Cassini und INSEE |      |      |      |      |      |        |        |        |

## Gemeindepartnerschaften
Pornic ist Partnerstadt von Scalby in North Yorkshire, Baiona in Galicien und Linz am Rhein in Rheinland-Pfalz.

## Verkehr
Pornic ist Endpunkt der Bahnstrecke Sainte-Pazanne–Pornic. Der Kopfbahnhof der Gemeinde liegt in unmittelbarer Nähe des Hafens. Auf der Strecke verkehren durchgehende TER-Züge nach Nantes.

## Persönlichkeiten
- Donatien Bouché (* 1882 in Sainte-Marie-sur-Mer; † 1965): Segler und Olympiasieger